# Leninopad

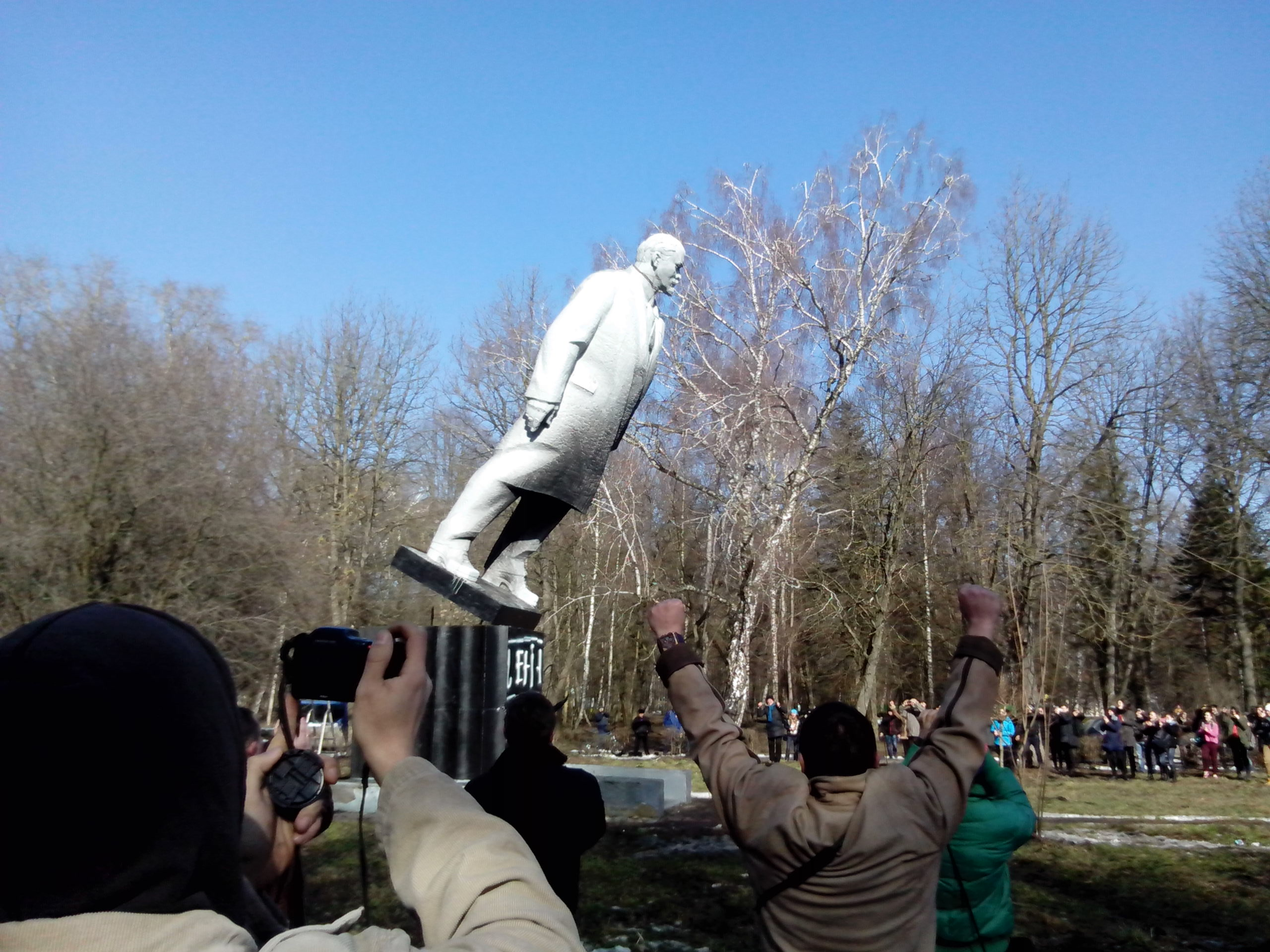
Obalenie pomnika Lenina w mieście Chmielnicki

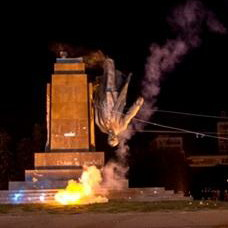
Obalenie pomnika Lenina w Charkowie

Leninopad (ukr. Ленінопа́д) – akcja masowego obalania, demontowania i usuwania pomników Włodzimierza Lenina na terenie Ukrainy zapoczątkowana podczas Euromajdanu w okresie 2013–2014. Niejednokrotnie obalenie pomnika było elementem demonstracji społecznych, w trakcie których protestujący nagrywali przebieg akcji, a następnie publikowali filmy w Internecie.
W wyniku Leninopadu w latach 2013–2016 obalono ponad 1200 upamiętnień bolszewickiego przywódcy, w tym w największych miastach, tj. w Kijowie (grudzień 2013) i Charkowie (wrzesień 2014). Po 2016 upamiętnienia Lenina istniały jedynie na terenach wiejskich – za ostatni obalony pomnik na terenach kontrolowanych przez ukraiński rząd uznaje się monument we wsi Stare Trojany w obwodzie odeskim, który zlikwidowano w styczniu 2021.
Odwrotne tendencje obserwowane są na ukraińskich terytoriach kontrolowanych przez Federację Rosyjską – np. w 2017 roku Komunistyczna Partia Federacji Rosyjskiej ufundowała pomnik Lenina na anektowanym Krymie, w miejscu monumentu obalonego w 1993 r.